# Inekon
Inekon Trams, a.s.是一家位于捷克共和国的有轨电车制造商，該公司向捷克共和国和美国的几个城市供應有轨电车。该公司还會對有轨电车進行现代化改造、维修以及重建轨道。此外它還是一家股份有限公司（捷克语：Akciová společnost，或a.s.）。